# 北青郡
北青郡（：／ Pukchŏng gun */?）是朝鮮民主主義人民共和國咸鏡南道的部一個郡，東南面向東朝鮮灣，北青南大川經過。面積529.2平方公里，2008年人口161,886人。下分1邑、1勞動者區、38里。
1356年稱北青州，後改稱青州。1417年改稱北青，世宗時為都護府。李施愛之亂後升格為府。1895年設郡。